# Baláta-patak
A Baláta-patak a Mátrában ered, Parádsasvár településtől északra, Heves vármegyében, mintegy 310 méteres tengerszint feletti magasságban. A patak forrásától kezdve keleti, majd délkeleti irányban halad, majd Recsk nyugati részénél éri el a Parádi-Tarnát.

## Part menti települések
a Baláta-patak mentén fekvő két településen összesen több, mint 4600 fő él.
- Mátraderecske
- Recsk